# Аув (Ааргау)
Аув (нім. Auw AG) — громада  в Швейцарії в кантоні Ааргау, округ Мурі.

## Географія
Громада розташована на відстані близько 80 км на північний схід від Берна, 32 км на південний схід від Аарау.
Аув має площу 8,6 км², з яких на 9,5% дозволяється будівництво (житлове та будівництво доріг), 66,3% використовуються в сільськогосподарських цілях, 24% зайнято лісами, 0,2% не є продуктивними (річки, льодовики або гори).

## Демографія
2019 року в громаді мешкало 2144 особи (+26,3% порівняно з 2010 роком), іноземців було 19,1%. Густота населення становила 250 осіб/км².
За віковим діапазоном населення розподілялося таким чином: 27,9% — особи молодші 20 років, 60,6% — особи у віці 20—64 років, 11,4% — особи у віці 65 років та старші. Було 812 помешкань (у середньому 2,6 особи в помешканні).
Із загальної кількості 657 працюючих 93 було зайнятих в первинному секторі, 288 — в обробній промисловості, 276 — в галузі послуг.